# Пучеро
Пуче́ро (исп. puchero — «горшок, котелок») — горячее блюдо, близкое к супу, распространённое в аргентинской, колумбийской, уругвайской, филиппинской, а изначально испанской, точнее, андалусской кухне и кухне Канарских островов. Родственным пучеро является косидо.

## Пучеро в Андалусии
В Андалусии пучеро изначально считался крестьянской едой. В состав пучеро входят: нут, рис или макароны, говядина, телятина, курятина, свиная грудка, свиные рёбрышки, кость горного хамона, картофель, различные овощи (капуста, стеблевой сельдерей, кабачки, мангольд, морковь, репа). Пучеро готовили на несколько дней. В первый день его ели с рисом, а на следующий по традиции с макаронами. Оставшийся соус от пучеро использовался для приготовления других блюд. Мясные остатки подавались отдельным блюдом, которое называется принга.